# René Ricolfi-Doria
René Italo Ricolfi-Doria (* 30. April 1901 in Cologny; † 4. Februar 1970 in Genf) war ein Schweizer Schwimmer und Wasserballspieler.

## Karriere
Ricolfi-Doria nahm 1920 an den Olympischen Spielen in Antwerpen teil. In den Wettbewerben über 400 m und 1500 m Freistil scheiterte er jeweils im Vorlauf an der Qualifikation für den Halbfinal. Mit der Wasserballmannschaft der Schweiz erreichte er den neunten Rang.
Neben dem Sport betätigte er sich als Industrieller – so gründete er 1958 gemeinsam mit Ugo Zanin das Unternehmen Doria, welches sich auf die Produktion von Keksen spezialisierte.
Seine Tochter Marina Ricolfi Doria ist eine ehemalige Wasserskifahrerin und die Ehefrau von Viktor Emanuel von Savoyen.